# Sojuz (vesoljsko plovilo)
Sojuz je sovjetsko (danes rusko) vesoljsko vozilo za enkratno uporabo, ki je bilo izdelano v okviru vesoljskega programa Sojuz v sredini 60. let 20. stoletja in je zamenjalo doteganje vesoljsko vozilo Voshod. Zasnoval in izdelal ga je Konstrukcijski biro Koroljova (danes RKK Energia) kot vesoljsko vozilo za lunarne odprave, vendar je kasneje postal vozilo za polete v nizko zemeljsko orbito. Danes ostaja eno glavnih vesoljskih vozil za prevoz posadke na Mednarodno vesoljsko postajo in z nje, v času med letoma 2011, ko je bil upokojen ameriški raketoplan Space Shuttle in 2020, ko je podjetje SpaceX izvedlo prvi polet svojega vozila Crew Dragon, je bil Sojuz enini način za pot na Mednarodno vesoljsko postajo. Sojuz je vesoljsko vozilo z zelo dolgo zgodovino uporabe in velja za precej zanesljivega, z več kot 140 poleti.

## Zgodovina
Sojuz je bil že od začetka načrtovan kot vesoljsko vozilo za lunarne odprave in je bil izdelan pod pritiskom vesoljske tekme z ZDA za odvojitev lune. Prvi polet brez posadke je bil izveden 28. novembra 1966, prvi polet s posadko pod imenom Sojuz-1 pa 23. aprila 1967. Pri tem poletu je ob drugih napakah prišlo do odpovedi padal ob pristanku, kar je povzročilo smrt kozmonavta Vladimirja Komarova in za nekaj časa ustavilo program. Temu poletu je 25. oktobra 1968 sledila odprava brez posadke Sojuz-2, dan za tem je sledila prva uspešna odprava s človeško posadko Sojuz-3. Druga in tudi zadnja smrtna nesreča Sojuza se je zgodila med odpravo Sojuz-11, ko so zaradi padca tlaka v pristajalnem modulu umrli vsi trije člani posadke.
Po koncu vesoljske tekme je bil Sojuz uporabljen za prevoze posadke na vesoljsko postajo Saljut, kasneje pa na vesoljsko postajo Mir in po njeni upokojitvi na Mednarodno vesoljsko postajo. Sojuz je služil tudi kot osnova za kitajsko vesoljsko vozilo Šendžou.

## Zasnova
Vozilo Sojuz je sestavljeno iz treh delov:
- Orbitalni odsek (rus. бытовой отсек, bitovoj otsek, bivalni modul)
- Pristajalni modul (rus. спускаемый аппарат, spuskaemij apparat)
- Servisni modul (rus. приборно-агрегатный отсек, priborno-agregatnij otsek)

Vsi ti deli so namenjeni enkratni uporabi, servisni in orbitalni modul se pred vstopom v atmosfero ločita od pristajalnega modula in zgorita v atmosferi. Ta zasnova omogoča manjši toplotni ščit in nudi prihranke mase v primerjavi z vozili, ki imajo celoten prostor za posadko združen v enem modulu, to pa pomeni, da ga lahko izstrelijo z manjšo raketo od drugih primerljivih vozil. 
Sojuz lahko nosi do tri člane posadke in nudi delovanje življenjsko podpornih sistemov do 30 dni. Celotno vozilo je močno avtomatizirano in omogoča samodejno izvedbo vseh faz poleta, vključno spajanje z vesoljsko postajo, nudi pa tudi možnost ročnega krmiljenja. V ta namen ima poveljnik odprave na voljo dve ročici, ki omogočata vrtenje okoli vseh osi in preme (translatorne) premike celotnega vozila. Dodatno je na pristajalnem modulu nameščen še periskop, ki služi dvema namenoma: ročno poravnavo vozila s tarčo na vesoljski postajo pred spajanjem in poravnavo vozila glede na smer gibanja z namenom izvajanja orbitalnih manevrov.

### Orbitalni modul
Orbitalni modul je nameščen nad pristajalnim modulom in nudi 5 m³ bivalnega prostora. V njem so stvari, ki niso nujno potrebne za vrnitev na Zemljo, kot na primer tovor, oprema za preizkuse, WC, komunikacijska oprema in oprema za spajanje z vesoljsko postajo. Orbitalni modul ima stransko loputo, skozi katero vstopi posadka pred izstrelitvijo. Med orbitalnim in pristajalnim modulom je tudi loputa, ki omogoča zrakotesnost med obema deloma.
- Položaj orbitalnega modula
- Notranjost orbitalnega modula

### Pristajalni modul
Pristajalni modul je osrednji del Sojuza in nudi 2,5 m³ prostora za posadko. V njem je nameščena posadka med vzletom in pristankom na Zemlji, skupaj z reševalno opremo. Ima obliko žarometa, ki nudi zadosten volumen ob hkrati sorazmerno majhnih dimenzijah. Spodnjo polovico ima prekrito s toplotnim ščitom, ki izgoreva med vstopom v atmosfero. Pri pristanku hitrost modula najprej upočasnjuje ozračje, nato zaviralno padalo, za mehak pristanek pa poskrbi glavno padalo. Pod toplotnim ščitom, ki pred pristankom odpade, so trdogorivni raketni motorji, ki se sprožijo približno meter nad tlemi in še dodatno zmanjšajo silo udarca ob pristanku. Oprema pristajalnega modula je razmeščena tako, da njegovo težišče leži nad vzdolžno osjo modula. To pomeni, da se ob vstopu v atmosfero pristajalni modul pod vplivom aerodinamičnih sil postavi v položaj, ki zagotavlja majhno silo vzgona (to zmanjša sile na posadko ob vstopu v atmosfero), obenem pa dodatni raketni motorji omogočajo tudi vrtenje modula okoli vzdolžne osi, s čimer je možno usmerjati jakost zaviranja in spremembo poti levo in desno od prvotne poti. Pristajalni modul vsebuje tudi vsa sredstva za nadzor nad vozilom, vključno z računalnikom KS-020, ki služi krmiljenju vozila med vstopom v atmosfero po ločitvi od servisnega modula, ki vsebuje glavni računalnik.
- Položaj pristajalnega modula
- Uporabljen pristajalni modul
- Kabina Sojuz-TMA z novimi barvnimi zasloni.

### Servisni modul
Servisni modul sestoji iz dela pod tlakom, v katerem so nameščeni glavni računalnik, glavni radio, sistemi za stabilnost, nadzor temperature in napajanje z električno energijo, ter dela brez tlaka, kjer so nameščeni glavni raketni motor in manjši raketni motorji, zadolženi za manevriranje celotnega vozila. Ta del vsebuje tudi sončne celice za zagotavljanje električne energije in detektorje IR valovanja, namenjene orientaciji vozil glede na Zemljo.
- Položaj servisnega modula

## Različice
Prva generacija:
- Sojuz 7K (1963): Prvotni koncept, namenjen sestavljanju posameznih delov v zemeljski orbiti, opuščen
- Sojuz 7K-OK (1967 - 1970): Operativna različica, namenjena testom lunarnih odprav v zemeljski orbiti
- Sojuz-7K-LOK: Različica za odprave v lunino orbito

Druga generacija:
- Sojuz-7K-T (1973 - 1981): Različica brez sončnih celic, za 2 člana posadke

Tretja generacija:
- Sojuz-T (1976 - 1986): Vrnitev sončnih celic, zmogljivejši računalnik, vrnitev tričlanske posadke

Četrta generacija:
- Sojuz-TM (1986 - 2002):Nov sistem za navigacijo, povečana nosilnost pristajalnega modula
- Sojuz-TMA (2003 - 2012): Povečan prostor v pristajalnem modulu za večje člane posadke, izboljšan sistem vodenja
- Sojuz TMA-M (2010 - 2016): Menjava računalnika, modernizirani instrumenti v kabini in oprema za spajanje

- Sojuz-MS (2016 - ): Moderniziran računalnik, učinkovitejše sončne celice, sprememba položaja motorjev za manevriranje, satelitska povezava za telemetrijo izven dosega zemeljskih postaj